# Woman's Medical College of Pennsylvania
 (juin 2021).
La mise en forme du texte ne suit pas les recommandations de Wikipédia : il faut le « wikifier ».
Les points d'amélioration suivants sont les cas les plus fréquents. Le détail des points à revoir est peut-être précisé sur la page de discussion.
- Les titres sont pré-formatés par le logiciel. Ils ne sont ni en capitales, ni en gras.
- Le texte ne doit pas être écrit en capitales (les noms de famille non plus), ni en gras, ni en italique, ni en « petit »…
- Le gras n'est utilisé que pour surligner le titre de l'article dans l'introduction, une seule fois.
- L'italique est rarement utilisé : mots en langue étrangère, titres d'œuvres, noms de bateaux, etc.
- Les citations ne sont pas en italique mais en corps de texte normal. Elles sont entourées par des guillemets français : « et ».
- Les listes à puces sont à éviter, des paragraphes rédigés étant largement préférés. Les tableaux sont à réserver à la présentation de données structurées (résultats, etc.).
- Les appels de note de bas de page (petits chiffres en exposant, introduits par l'outil «  Source ») sont à placer entre la fin de phrase et le point final[comme ça].
- Les liens internes (vers d'autres articles de Wikipédia) sont à choisir avec parcimonie. Créez des liens vers des articles approfondissant le sujet. Les termes génériques sans rapport avec le sujet sont à éviter, ainsi que les répétitions de liens vers un même terme.
- Les liens externes sont à placer uniquement dans une section « Liens externes », à la fin de l'article. Ces liens sont à choisir avec parcimonie suivant les règles définies. Si un lien sert de source à l'article, son insertion dans le texte est à faire par les notes de bas de page.
- La présentation des références doit suivre les conventions bibliographiques. Il est recommandé d'utiliser les modèles {{Ouvrage}}, {{Chapitre}}, {{Article}}, {{Lien web}} et/ou {{Bibliographie}}. Le mode d'édition visuel peut mettre en forme automatiquement les références.
- Insérer une infobox (cadre d'informations à droite) n'est pas obligatoire pour parachever la mise en page.

Pour une aide détaillée, merci de consulter Aide:Wikification.
Si vous pensez que ces points ont été résolus, vous pouvez retirer ce bandeau et améliorer la mise en forme d'un autre article.
Le Woman's Medical College of Pennsylvania (WMCP) fondé en 1850 a été la deuxième institution médicale au monde établie pour former les femmes en médecine afin d'obtenir le diplôme de Docteur en médecine. Le New England Female Medical College avait été créé deux ans plus tôt en 1848. Appelé à sa fondation le Female Medical College of Pennsylvania, le collège a changé son nom en 1867 en Woman's Medical College of Pennsylvania. L'hôpital associé, Woman's Hospital of Philadelphia, a été fondé en 1861. Après avoir décidé d'admettre des hommes en 1970, le collège a été rebaptisé Medical College of Pennsylvania (MCP).
En 1930, le collège ouvre son nouveau campus à East Falls, qui combine l'enseignement et les soins cliniques d'un hôpital dans un seul établissement. C'est le premier hôpital construit à cet effet dans la nation. En 1993, le collège et l'hôpital ont été fusionnés avec Hahnemann Medical School. En 2003, les deux collèges ont été absorbés par le Drexel University College of Medicine.

## Fondation
L'histoire du chemin de fer clandestin de RC Smedley cite le Dr Bartholomew Fussell proposant en 1846 l'idée d'un collège qui formerait des femmes médecins. C'était un hommage à sa sœur décédée, qui, selon Bartholomew, aurait pu être médecine si les femmes en avaient eu la possibilité en ce temps-là. Sa fille, Graceanna Lewis, est devenue l'une des premières femmes scientifiques aux États-Unis. Lors d'une réunion à sa maison, The Pines, à Kennett Square, en Pennsylvanie, Fussell invite cinq médecins à réaliser son idée : Edwin Fussell (le neveu de Bartholomew) MD, Franklin Taylor, MD, Ellwood Harvey, MD, Sylvester Birdsall, MD, et le Dr Ezra Michener. Graceanna est également présente. Le Dr Fussell a soutenu le collège, mais n'avait pas grand-chose à voir avec ses opérations après sa fondation en 1850 à Philadelphie.
Ellwood Harvey (qui a assisté à la réunion de 1846, mais n'a commencé à enseigner au collège qu'en 1852), aide à maintenir l'école fonctionnelle, avec Edwin Fussell. Le Dr Harvey a non seulement enseigné une charge de cours complète, mais a pris en charge une deuxième charge lorsqu'un autre professeur s'est retiré.
Le Dr Harvey a également poursuivi sa pratique médicale. Parmi ses patients figuraient William Still et sa famille. Still, un abolitionniste renommé de Philadelphie, est devenu un historien du chemin de fer clandestin après avoir tenu de nombreux dossiers sur les esclaves fugitifs aidés lors des sauvetages de Philadelphie.
Harvey a ensuite été poursuivi pour diffamation par le Dr Joseph S. Longshore, un instructeur au collège qui a été forcé de partir. Longshore a ouvert une école de médecine pour femmes rivale à la Penn Medical University . En utilisant ses relations formés en raison du Female Medical College, Longshore a commencé à collecter des fonds pour son propre collège.
Clara Marshall (1847-1931) est diplômée du collège. Elle a été doyenne de 1888 à 1917 et considérait Edwin Fussell comme le fondateur de l'école. D'autres étudiants ont crédité Longshore et William J. Mullen comme étant les principaux fondateurs en termes de leurs contributions. La plupart considéraient que ces trois hommes, fondateurs officiels ou non, avaient joué un rôle important dans la création du Female Medical College of Pennsylvania.
Le mouvement féministe du début au milieu du XIXe siècle a généré du soutien pour le Female Medical College of Pennsylvania. La Society of Friends de Philadelphie, un grand groupe de Quakers, soutenait les mouvements de défense des droits des femmes et le développement du Female MCP.
MCP était initialement situé à l'arrière du 229 Arch Street, Philadelphie. L'adresse a ensuite été changée à 627 Arch Street lorsque Philadelphie a renuméroté les rues en 1858. En juillet 1861, le conseil d'administration du Female Medical College of Pennsylvania a choisi de louer des chambres pour le collège au Woman's Hospital of Philadelphia sur North College Avenue.

## Doyen(ne)s
Le premier doyen de ce qui était alors connu sous le nom de Female Medical College était un homme : Nathaniel R. Mosely, nommé en 1850-1856. Le deuxième doyen était également un homme, Edwin B. Fussell, qui a occupé le poste de 1856 à 1866.
À partir de ce temps-ci, le Woman's College a eu une longue histoire de doyennes, durant près de 100 ans. La première femme à être doyenne de cette (ou toute) faculté de médecine était Ann Preston. Les femmes suivantes étaient doyennes du collège au cours des années indiquées :
- 1866-1872, Ann Preston[10]
- 1872-1874, Emeline Horton Cleveland[11]
- 1874-1886, Rachel Bodley[12]
- 1886/1888-1917, Clara Marshall[13]
- 1917-1940, Martha Tracy[14] (Henry Jump a été doyen par intérim pendant le congé sabbatique de Tracy. )
- 1940/1943-1943/1946, Margaret Craighill
- 1946-1963, Marion Spencer Fay[15]

Aucune femme n'a été trouvée pour remplacer Marion Fay. Après elle, le poste de doyen a été occupé par Glen R. Leymaster de 1964 à 1970, quand l'institution a été renommé le Medical College of Pennsylvania.

## Woman's Hospital of Philadelphia
En partie pour fournir une expérience clinique aux étudiants du WMC, un groupe de femmes quaker, en particulier Ann Preston, a fondé le Woman's Hospital de Philadelphie en 1861. En 1929, le West Philadelphia Hospital for Women a été fusionné avec le Woman's Hospital of Philadelphia, conservant le nom de ce dernier.

## Problèmes en formation clinique
Le Female Medical College of Pennsylvania a rencontré des difficultés pour fournir une formation clinique à ses étudiantes. Presque toutes les institutions médicales ont été confrontées à la demande de plus de pratique clinique en raison de l'essor de la chirurgie, du diagnostic physique et des spécialités cliniques. Au cours des années 1880, l'enseignement clinique au Woman's Medical College de Pennsylvanie reposait principalement sur les cliniques de démonstration.
En 1887, Anna Broomall, professeur d'obstétrique pour le Medical College de la femme de Pennsylvanie, a établi un service de maternité ambulatoire dans un quartier pauvre de Philadelphie Sud avec le but de l'éducation des élèves. En 1895, de nombreux étudiants s'occupent de trois ou quatre femmes qui accouchent.

## Campus d'East Falls et université Drexel
À la fin des années 1920, le collège lève des fonds pour construire un nouveau campus. Conçu par Ritter & Shay, le plus prospère des cabinets d'architecture urbaine de Philadelphie dans les années 1920, le campus d'East Falls est le premier hôpital construit à cet effet dans le pays. La conception permet à la fois l'enseignement et les soins hospitaliers d'avoir lieu dans un seul établissement, aidant à fournir plus de soins cliniques. La pénurie de logements après la Seconde Guerre mondiale dans la ville a été un catalyseur pour le développement d'ajouts au campus d'East Falls, dont le premier est le bâtiment Ann Preston (conçu par Thaddeus Longstreth ), qui offre des logements et des salles de classe aux infirmières étudiantes.

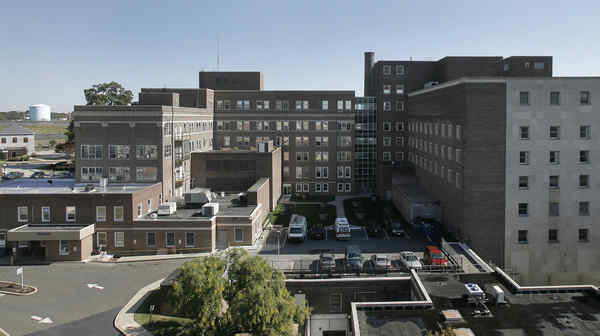
Falls Center.

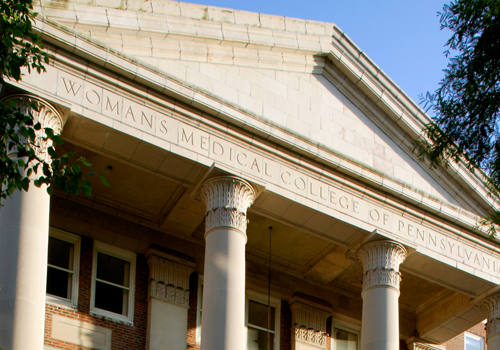
Façade du Falls Center.

Aujourd'hui, le bâtiment est connu sous le nom de Falls Center. Il est géré par Iron Stone Strategic Capital Partners en tant que logements étudiants, espaces commerciaux et cabinets médicaux.
En 1993, le Medical College of Pennsylvania a été fusionné avec le Hahnemann Medical College, conservant son campus Queen Lane. En 2003, les deux facultés de médecine ont été absorbées dans le cadre du Drexel University College of Medicine, créant de nouvelles opportunités pour le grand nombre d'étudiants pour la pratique clinique dans des environnements allant des hôpitaux urbains aux petits cabinets ruraux.

## Personnalités liées à l'établissement

### Étudiantes
Ce qui suit est une liste des anciennes élèves du Woman's Medical College of Pennsylvania (par siècle d'obtention du diplôme et par ordre alphabétique par nom de famille) qui se distinguent par leur carrière médicale.

#### XIXesiècle
- Caroline Still Anderson (classe de 1878)
- Saleni Armstrong-Hopkins (classe de 1885), missionnaire médical en Inde
- Anandibai Gopal Joshi (classe de 1886), première femme médecin indienne
- Alice Bennett (classe de 1880), médecin-chef et première femme surintendante du département des femmes du State Hospital for the Insane à Norristown, Pennsylvanie[24]
- Lucilla Green Cheney (classe de 1875), missionnaire médical en Inde
- Isabel Cobb (classe de 1892) première femme médecin en territoire indien
- Elizabeth D.A. Cohen (classe de 1857), première femme autorisée à exercer la médecine dans l'État de Louisiane[25]
- Rebecca Cole, (classe de 1867) la deuxième femme médecin afro-américaine aux États-Unis
- Lucinda L. Combs (classe de 1870), première femme missionnaire médicale en Chine, a ouvert le premier hôpital pour femmes à Pékin
- Halle Tanner Dillon Johnson, la première femme médecin afro-américaine en Alabama
- Caroline Matilda Dodson (classe de 1874), médecin
- Jane Lord Hersom (classe de 1896), médecin, suffragette
- Matilda Evans, (classe de 1897) la première femme médecin afro-américaine autorisée à exercer en Caroline du Sud[26]
- Louise Celia Fleming (classe de 1895) la première femme afro-américaine à aller au collège et à obtenir son diplôme[27]
- Marie K. Formad (classe de 1886), née en Russie, a servi en France pendant la Première Guerre mondiale
- Anna Martha Fullerton (classe de 1882), née en Inde, a enseigné plus tard au WMC
- Eliza Ann Grier (classe de 1897)[28] la première femme médecin afro-américaine autorisée à exercer en Géorgie
- Mary Wade Griscom (classe de 1891), obstétricienne à Philadelphie et à l'international en Chine, en Inde et en Perse
- Rosetta Sherwood Hall, (classe de 1889) missionnaire médicale canadienne d'origine américaine et enseignante en Corée[29].
- Susan Hayhurst, (classe de 1857) la première femme à recevoir un diplôme de pharmacie aux États-Unis[30],
- Emily Howland, enseignante, réformatrice sociale, suffragette, philanthrope et pacifiste,
- Sabat Islambouli, première femme médecin agréée en Syrie[31]
- Halle Tanner Dillon Johnson, (classe de 1891) la première femme à devenir médecin en Alabama
- Verina M. Harris Morton Jones (classe de 1888), la première femme autorisée à exercer dans le Mississippi
- Agnes Kemp (1823-1908), (classe de 1879) la première femme à pratiquer la médecine dans le comté de Dauphin, Pennsylvanie[32]
- Anna Sarah Kugler (classe de 1879) a été la première missionnaire médicale du Synode général évangélique luthérien des États-Unis d'Amérique du Nord et a servi en Inde pendant 47 ans
- Ruth Webster Lathrop (classe de 1891), enseignante au WMC de 1904 à 1923
- Clara Marshall (classe de 1875), doyenne du Woman's Medical College de 1888 à 1917[33]
- Lillie Rosa Minoka-Hill, (classe de 1899) la deuxième femme amérindienne à obtenir un diplôme de médecine
- Amanda Taylor Norris (classe de 1880), la première femme médecin du Maryland[34]
- Keiko Okami, l'une des premières femmes médecins agréées au Japon, la première étant Ogino Ginko
- Susan La Flesche Picotte, (classe de 1889) la première femme médecin amérindienne
- Marie Rennotte (classe 1892), femme médecin, pédagogue, féministe brésilienne.
- Clara Swain, (classe de 1869) la première femme missionnaire médicale en Inde provenant des États-Unis[35]
- Jennie Kidd Trout, (classe de 1875) première femme médecin agréée au Canada
- Charlotte Whitehead Ross, une femme médecin canadienne qui a pratiqué à Montréal et au Manitoba à la fin des années 1800 et au début des années 1900
- Harriot Kezia Hunt, récipiendaire du Honorable MD, activiste des droits des femmes, enseignante
- Elizabeth Reifsnyder (classe de 1881), a ouvert le premier hôpital pour femmes à Shanghai
- Lilian Welsh (promotion de 1889), médecin et enseignant défenseur de la santé publique et de la médecine préventive[36]
- Mary Holloway Wilhite (classe de 1856), médecin et philanthrope.

#### XXesiècle
- Myrtelle Canavan (classe de 1905), première neuropathologiste qui a d'abord décrit une forme de leucodystrophie qui porterait après son nom, la maladie de Canavan
- Ruth Bleier (classe de 1949) neurophysiologiste, et l'une des premières chercheuses féministes à explorer comment les préjugés sexistes ont façonné la biologie
- Rita Sapiro Finkler (classe de 1915), endocrinologue, gynécologue et pédiatre d'origine ukrainienne
- Saniya Habboub (classe de 1931), médecin libanaise
- Eleanor Montague (1950), radiologue et enseignante américaine qui a fait progresser la radiothérapie du cancer du sein.
- Joanne Overleese, chirurgien général, ainsi que l'un des rares médecins à avoir joué dans l'histoire de la All-American Girls Professional Baseball League
- Ellen Culver Potter (classe de 1903), médecin et responsable de la santé publique
- Eva Reich, pédiatre d'origine autrichienne et conférencière de renommée internationale, fille du psychanalyste controversé Dr Wilhelm Reich[37]
- Patricia Robertson, astronaute et médecin de la NASA
- Kazue Togasaki (classe de 1933), l'une des premières femmes d'ascendance japonaise à obtenir un diplôme de médecine aux États-Unis
- Martha Tracy (classe de 1904), doyenne du Woman's Medical College de 1917 à 1940
- Gisela von Poswik (classe de 1911), administratrice d'hôpital d'origine allemande, spécialiste en radiologie
- Patricia Flint Borns (classe de 1948)[38], ancienne directrice par intérim du département de radiologie du Children's Hospital of Philadelphia, chef des services de radiologie du Hahnemann University Hospital et du Nemours Alfred I. duPont Hospital for Children[39].